# ركن الدين منكورس
ركن الدين منكورس (ركن الدين منكورس الجائدار المنصوري) هو حاكم عجلون ومؤسس المدرسة الركنية والده هو بدر الدين خارتكين وقد كان غلاماً عند الأمير فلك الدين سليمان العادلي الذي أعتقه لعلمه وصلاحه.
بنى ركن الدين المدرسة ومسجد الركنية في ساحة شمدين في ركن الدين بدمشق حالياً. كان نائباً في الديار المصرية للملك العادل ومرةً في دمشق. تقول المصادر أنه كان من الأمراء الورعين قليل الكلام وكثير الصدقات ويواظب على الصلاة في المساجد.
و تسمى المنطقة في دمشق على اسمه ركن الدين.

## الوفاة
توفي في قرية جيرود شمال دمشق وحمل إلى مدرسته ودفن فيها سنة 631 ه